# Mooka, Tochigi
Mooka (真岡市 Mooka-shi) là một thành phố thuộc tỉnh Tochigi, Nhật Bản.